# Сети-Лагоас
Сети-Лагоас (порт. Sete Lagoas — «семь озёр») — муниципалитет в Бразилии, в штате Минас-Жерайс. Расположен в 62 километрах на северо-запад от Белу-Оризонти. Составная часть мезорегиона Агломерация Белу-Оризонти. Входит в экономико-статистический микрорегион Сети-Лагоас. Население составляет 221 764 человека на 2008 год. Занимает площадь 537,476 км². Плотность населения — 403,54 чел./км².
Праздник города — 18 ноября.

## История
Город основан 30 ноября 1880 года.

## Статистика
- Валовой внутренний продукт на 2003 год составляет 1 834 891 576,00 реалов (данные: Бразильский институт географии и статистики).
- Валовой внутренний продукт на душу населения на 2003 год составляет 9118,83 реалов (данные: Бразильский институт географии и статистики).
- Индекс развития человеческого потенциала на 2000 год составляет 0,791 (данные: Программа развития ООН).

## География
Климат местности: горный тропический.

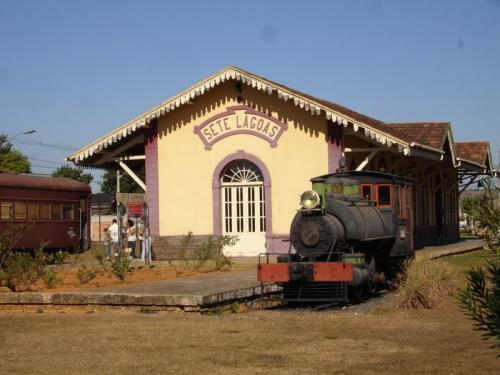